# الجزيرة توك
«الجزيرة توك» موقع اخباري يقدم باقة يومية متنوعة من الاخبار والمقالات والتقارير من جميع انحاء العالم العربي والعالم.تمت الفكرة كبداية داخل اروقة قناة الجزيرة القطرية وذلك بإعطاء فرصة للأصوات الجديدة الصحفية بأن تجد لها مكانا تعبر عنه وحالما اعطيت الفرصة أصبحت للموقع كثير من الزوار والمتابعين بالآلاف يوميا وذلك في بداية انطلاقه في عام 2006. انشأ الموقع جيلا كبيرا من الصحفيين منذ انطلاقه حتى سحب التمويل والدعم السياسي عنه من قبل الحكومة القطرية وذلك بسبب مقالات استقصائية مهتمة بشؤون الاستخبارات تم نشرها على صفحات الموقع في نهايات 2014 وبدايات 2015 حتى اضطر مدراء الموقع إلى كتابة البيان الاخير والذي يودعون فيه الجمهور العربي والذي رافقهم منذ بداية الرحلة الجديدة في عالم الصحافة العربية في عام 2006. كانت بداية موقع الجزيرة توك مكتب صغير في داخل قناة الجزيرة في قسم الاستديو القديم للقناة القطرية وظل الموقع يدار من خلال اروقة الجزيرة طوال فترة عمل الموقع حتى اغلاقه في 2015. يتمتع صحفيو وكتاب الجزيرة توك بهامش كبير من الحرية توفره لهم صفحة الموقع الرئيسية ومنتداه السابق والتي كانت الخارجية الأمريكية تتفاعل مع رواده وترد عليهم بمقالات كثيرة وذلك في عام 2007.

## الأهداف العامة
1- إعلامي:
- نقل الأخبار من مواقع الحدث.
- لعب دور إعلام المواطن (كلنا إعلاميون = أي مواطن يمكن أن يكون إعلاميا).
- إيجاد حلقة وصل بين الجمهور بكافة مستوياته وتصفنيفاته.

2- شبابي:
- إعداد كوادر إعلامية شابة.
- تشجيع الشباب على تسلم زمام المبادرة.

## الجمهور المستهدف
- الشباب العربي في البلاد العربية وخارجها.
- جمهور الشباب العالمي ممن ينشدون تكوين مجتمع شبابي دولي تجمعه القيم الإنسانية العليا.
- جمهور قادة الرأي أصحاب الرؤى الناهضة بالمجتمعات.
- الأطفال الواعدون فئة أقل من 15 عاما تحت مسمى مشروع «قادة الإبداع».

## كيف تصبح مراسلاً للجزيرة توك؟
من هم مراسلو الجزيرة توك؟ 
هم شباب وقع عليهم الاختيار من قبل الفريق المؤسس بناء على شروط معينة.
 المطلوب من المراسلين: 
- كتابة تقرير مع صور من موقع الحدث حسب المعايير التالية:
- إجراء مقابلة.
- عمل تحقيق صحفي.

 معايير التقرير المهني: 
التقرير هو: حدث + خلفيات + ربط بين مجموعة أخبار + وصف للحدث
- يدور حول حدث معين وعن وقائع حقيقية
- يبدأ التقرير عادة بوصف حدث معين ولا يبدأ بحدث وقع.
- يركز التقرير على فكرة واحدة مركزية (قد تكون جديدة، طريفة، غريبة، لكن صحيحة).
- يحتوي على عناصر تفصيلية عن خبر أو مجموعة من الأخبار.
- يحتوي على خلفيات ونقل لمعلومات وتعليقات ووصف على لسان آخرين وتصريحات من جميع الأطراف (الرأي والرأي الآخر).
- تستعمل فيه الأساليب الأدبية (مثل التشبيه، المقولة، المثل: لكن يستحسن الابتعاد عن الأكليشيهات وهي المقولات والأمثال الشائعة التي يكثر ترددها فهي مملة للجمهور).
- يتحمل كاتبه مسؤولية فردية عن مصداقية المعلومة.
- التقرير أطول من الخبر لكن تقرير الإنترنت يفضل ألا يزيد عن 500 كلمة لأن قارئ الإنترنت ملول- كما أنه نشط في نفس الوقت وسينتقل بضغطة واحدة إلى مواقع أخرى إذا كان التقرير مملا بالنسبة إليه.

 القواعد الذهبية في كتابة التقارير: 
- الموضوعية: وصف الحدث على حالته الموضوعية. (يخلط البعض بين الحياد والموضوعية، ومثال على الحياد أن نسمي القوات التي غزت بلداً من البلدان القوات الداخلة هذا البلد أو قوات التحالف المتواجدة في هذا البلد وتجنب ذكر أنها قوات محتلة بالنظر إلى مخالفتها للقوانين التي اتفقت عليها أغلبية أمم الأرض. أما الموضوعية فتقضي أن نسميها بقوات احتلال أو قوات غازية فهذه هي حالتها الموضوعية).
- المصداقية: عدم استخدام ما من شأنه أن يغش الجمهور أو الكذب عليه، كوصف حدث على غير ما هو عليه، أو الاعتماد على مصادر غير موثوق بها وجعلها مصدراً أساسياً تبنى عليها القصة أو التقرير الذي ننتجه.
- التوازن: عرض الرؤى ولمواقف المختلفة في التقرير، أي الرأي والرأي الآخر، ولن يكون التقرير متوازناً إذا ما كان يعرض لرأي أو موقف طرف واحد.
- العدالة: لا تحمل المواضيع والمواقف أكثر مما تحتمل كالاستشهاد البعيد في الموضوع المطروح لإثبات صدقية الموضوع

 تصنيفات مراسلو الجزيرة توك: 
- مراسل حر D: من ليس عليه الالتزام بكتابة التقارير دوريا + لا يحظى بالميزات التي قد تقدم للمراسلين.
- مراسل مبتدئ C: هو مراسل تحت الاختبار + وهو كل من يريد المشاركة معنا كمراسل ويلتزم معنا حتى يصبح بالتدرج مرسلا معتمدا.
- مراسل معتمد B: يلتزم بالكتابة وفق السياسات المتفق عليها مع الجزيرة توك + ناطق باسم الجزيرة توك + يتمتع بكافة الميزات.
- مراسل متميز A : ملتزم بالكتابة + متميز في إنتاجه + قدم إضافات نوعية + يمثل الجزيرة توك رسميا + يتمتع بكافة الميزات.

لكل من أثبت جدارته الارتقاء في تصنيفات المراسلين من درجة مبتدئ C إلى درجة التميز A، أو البقاء في دائرة المراسل الحر D. وفريق الجزيرة توك المؤسس هو من يقرر درجة المراسلين حسب المعايير الموضوعة لديه، كما أن الفريق المؤسس له الحق في قبول أو عدم قبول المراسلين.
 مميزات المراسلين: 
- تكوين كوادر صحفية جديدة من خلال تدريب المراسلين في مركز الجزيرة للتدريب الإعلامي.
- المشاركة في مؤتمرات دولية باسم الجزيرة توك.
- إعداد دورات محترفة مجانية أون لاين للمراسلين فقط من خلال التعاقد مع مؤسسات خبيرة.

## من كتاب الجزيرة توك
- ديمة طهبوب
- عزت شحرور
- وضاح خنفر
- محمد بشير
- فيصل القاسم
- احمد عاشور
- حجي جابر
- أكرم الإمام
- سلطان العنايشه
- عارف حجاوي